# 法廷もの
法廷もの（ほうていもの）は、裁判や司法制度などをテーマとした作品の通称。法廷劇とも呼ばれるが、必ずしも法廷が舞台となるわけではないため、リーガル・スリラー（Legal thriller）とも呼ばれる。

## 概要
民事・刑事を問わず、裁判所や法廷を舞台の中心に据えて展開し、その審理過程を通じて事件の真相や人間ドラマを追う。主人公としては、弁護士、検事、判事、陪審員などが挙げられる。
サスペンス要素が強いリーガル・サスペンス、推理要素が強いリーガル・ミステリーか多い。他にも司法制度の意義を問うもの、詳細な審理の過程を描いたもの、冤罪などの不正により苦しめられる庶民を救う「勧善懲悪もの」など、様々なサブジャンルが存在する。『犯罪捜査官ネイビーファイル』のような軍法会議を取り扱った作品もある。『十二人の怒れる男』は陪審員が評決に達するまでの討論を描いている。
法科大学院を舞台としたり、法学部の学生が中心となる作品もあり、五十嵐律人の『法廷遊戯』は法科大学院の学生による模擬裁判を扱っている。
実際の裁判記録を元にした作品もある。
『罪と罰』のように犯人や被疑者である主人公が司法当局に追い詰められる側の作品もある。
多くは判決が下されて物語が終わるが、フェルディナント・フォン・シーラッハの『テロ（Terror）』は有罪と無罪の両方の判決（結末）が用意されている。
専門知識を活かせることから、中嶋博行、五十嵐律人、フェルディナント・フォン・シーラッハのように弁護士との兼業作家も存在する。

## 関連するジャンル
刑事事件を扱う場合、警察の捜査活動を主題とする『警察もの』とは重複するため、両者が融合した作品もある。
近代的な法制度が確立される以前に存在した地域独自の司法制度（町奉行など）を題材とした『歴史ミステリー』がある。日本では「大岡裁き」や『遠山の金さん』など町奉行による勧善懲悪を重視した法廷時代劇『奉行もの（お白洲もの）』がテレビドラマの人気ジャンルとなっている。

## 各国の状況
現代の日本ではより時代考証を重視した『奉行もの』や、現代の日本を舞台に弁護士の地道な活動や、法制度の不備など現実的な描写を重視した作品も登場している。
アメリカでは弁護士が多く訴訟も頻繁し、陪審制であることから司法への関心が高く、人気のジャンルである。また司法取引での決着も多いことから、これらの駆け引きを描いた作品もある。刑事ドラマでも司法関係の描写に時間を割く作品も多い。『Major Crimes 〜重大犯罪課』は刑事ドラマであるが、司法取引を主題としているため、犯人の逮捕後も被告の弁護士や司法関係者との駆け引きが行われる。
中国では宋代から元代にかけて、公案（調書や裁判記録などの公文書）を題材にした話芸や戯曲が人気を呼び、明代にはこれをもとにした『公案小説』というジャンルが流行した。また清時代には『三侠五義』のような武侠小説の要素を取り込んだ作品も登場した。現代でも包拯が宮中の腐敗を暴く『開封府〜北宋を包む青い天〜』や、包拯の末裔が判事として庶民を助ける『広州殺人事件』ような勧善懲悪ものが人気である。

## 代表的な作品

### 映画
日本国内
- 裁かるる女（1939年）
- 愛よ星と共に（1947年）
- 誰が私を裁くのか（1951年）
- この世の花 完結篇（1956年）
- 曙荘の殺人（1957年）
- 妻は告白する（1961年）
- 白い巨塔（1966年）
- 事件（1978年）
- 疑惑（1982年）
- 12人の優しい日本人（1991年）
- 39 刑法第三十九条（1999年）
- 半落ち（2004年）
- それでもボクはやってない（2007年）
- 裁判長!ここは懲役4年でどうすか（2010年）
- ステキな金縛り（2011年）
- 三度目の殺人（2017年）
- 99.9-刑事専門弁護士-THE MOVIE（2021年）

日本国外
- 背信（1937年）
- 三十四丁目の奇蹟（1947年）
- パラダイン夫人の恋（1947年）
- 暗黒への転落（1949年）
- 裁きは終りぬ（1950年）
- 太陽は光り輝く（1953年）
- 洪水の前（1954年）
- 埋れた青春（1954年）
- 十二人の怒れる男（1957年）
- 情婦（1957年）
- 或る殺人（1959年）
- ニュールンベルグ裁判（1961年）
- アラバマ物語（1962年）
- 黒い情事（1964年）
- 母の旅路（1965年）
- 死刑台のメロディ（1971年）
- 評決（1982年）
- 白と黒のナイフ（1985年）
- 告発の行方（1988年）
- 推定無罪（1990年）
- ア・フュー・グッドメン（1992年）
- いとこのビニー（1992年）
- フィラデルフィア（1993年）
- ペリカン文書（1993年）
- 広州殺人事件（1994年）
- 告発（1995年）
- 評決のとき（1996年）
- 真実の行方（1996年）
- レインメーカー（1997年）
- シビル・アクション（1999年）
- 英雄の条件（2000年）
- キューティ・ブロンド（2001年）
- ハイ・クライムズ（2002年）
- ニューオーリンズ・トライアル（2003年）
- エミリー・ローズ（2005年）
- リンカーン弁護士（2011年）
- ジャッジ 裁かれる判事（2014年）
- 砂上の法廷（2016年）
- 黒い司法 0%からの奇跡（2019年）
- ウ・ヨンウ弁護士は天才肌（2022年）

### テレビドラマ
日本国内
- 事件（NHK版1978年 - 1984年、テレビ朝日版1993年）
- 赤かぶ検事奮戦記（1980年 - ）
- 都会の森（1990年）
- 七人の女弁護士（1991年 - 1997年）
- 家栽の人（1993年）
- 正義は勝つ（1995年）
- 花村大介（2000年 - 2001年）
- HERO（2001、2006、2007、2014、2015）
- 最後の弁護人（2003年）
- 離婚弁護士（2004年 - 2005年）
- マチベン（2006年）
- 7人の女弁護士（2006年、2008年）七人の女弁護士のリメイク版
- 新マチベン 〜オトナの出番〜（2007年）
- ジャッジ 〜島の裁判官奮闘記〜（2007年）
- 傍聴マニア09〜裁判長!ここは懲役4年でどうすか〜（2009年）
- 告発〜国選弁護人（2011年）
- リーガル・ハイ（2012年 - 2014年）
- 罪人の嘘（2014年）
- 女はそれを許さない（2014年）
- 贖罪の奏鳴曲（WOWOW版2015年、フジテレビ版2019年 - 2020年）
- 佐方貞人シリーズ（2015年 - ）
- 沈黙法廷（2016年）
- グッドパートナー 無敵の弁護士（2016年）
- 99.9-刑事専門弁護士-（2016年、2018年）
- おかしな弁護士（2017年 - 2018年）
- リーガルV〜元弁護士・小鳥遊翔子〜（2018年）
- 指定弁護士（2018年）
- THE GOOD WIFE / グッドワイフ（2019年）海外ドラマグッドワイフのリメイク版
- イチケイのカラス（2021年）

日本国外
- 弁護士ペリーメイスン（1957年 - 1966年）
- 弁護士プレストン (The Defenders)（1961年 - 1965年）
- L.A.ロー 七人の弁護士（1986年 - 1994年）
- ロー&オーダー（1990年 - 2010年）
- ザ・プラクティス ボストン弁護士ファイル（1997年 - 2000年）
- ボストン・リーガル（2004年 - 2008年）
- 女検察官アナベス・チェイス（2005年 - 2007年）
- SHARK カリスマ敏腕検察官（2006年 - 2008年）
- ダメージ（2007年 - 2012年）
- グッド・ワイフ（2009年 - 2016年）
- 殺人を無罪にする方法（2014年 - 2020年）
- 開封府〜北宋を包む青い天〜（2017年）
- プルーブン・イノセント 冤罪弁護士（2019年）

### 小説
日本国内
- 大岡昇平『事件』
- 高木彬光『破戒裁判』
- 佐賀潜『華やかな死体』
- 小泉喜美子『弁護側の証人』
- 和久峻三「赤かぶ検事」シリーズ・告発弁護士シリーズほか
- 姉小路祐「朝日岳之助」シリーズ
- 小杉健治『絆』ほか
- 深谷忠記『目撃』
- 芦辺拓『十三番目の陪審員』『裁判員法廷』
- 折原一『被告A』
- 楡周平『陪審法廷』
- 中嶋博行『検察捜査』『違法弁護』『司法戦争』『第一級殺人弁護』ほか
- 柚月裕子『最後の証人』
- 法坂一広『最終陳述』ほか

日本国外
- メルヴィル・デイヴィスン・ポースト「ランドルフ・メイスン」シリーズ
- カーター・ディクスン『ユダの窓』
- E・S・ガードナー「ペリー・メイスン」シリーズ（1933年 - 1973年）
- アガサ・クリスティ『杉の柩』
- バリー・リード『評決』『決断』『起訴』『疑惑』
- パーシヴァル・ワイルド『検死審問-インクエスト』
- ヘンリー・デンカー『復讐法廷』
- ギ・デ・カール『破戒法廷』
- B・M・ギル『十二人目の陪審員』
- ジョン・グリシャム『評決のとき』『ペリカン文書』『ザ・ファーム/法律事務所』ほか
- スコット・トゥロー『推定無罪』『立証責任』『有罪答弁』『死刑判決』ほか
- リチャード・ノース・パタースン「クリストファ・パジェット」シリーズほか
- D・W・バッファ「ジョーゼフ・アントネッリ」シリーズ
- フィリップ・マーゴリン『黒い薔薇』『女神の天秤』ほか
- スティーヴ・マルティニ「ポール・マドリアニ」シリーズ
- デイヴィッド・ローゼンフェルト「アンディ・カーペンター」シリーズ
- リザ・スコットライン「ローザ・アンド・アソシエイツ」シリーズ 『虚偽証人』
- ロバート・J・ソウヤー『イリーガル・エイリアン』
- デヴィド・V・リード『宇宙殺人』Murder in Space（久保書店Q-Tブックス）
- マイクル・コナリー「リンカーン弁護士」シリーズ

### ゲーム
- 逆転裁判シリーズ（2001年 - ）
- 有罪×無罪（2009年）
- THE 裁判員 ディースリー・パブリッシャーのゲームソフト（2009年）
- JUDGE EYES:死神の遺言（2018年）
- LOST JUDGMENT 裁かれざる記憶（2021年）